# Соколоваць (Кнежеві Виногради)
45°42′ пн. ш. 18°47′ сх. д. / 45.70° пн. ш. 18.79° сх. д.
Соколоваць (хорв. Sokolovac) — населений пункт у Хорватії, в Осієцько-Баранській жупанії у складі громади Кнежеві Виногради.

## Населення
Населення за даними перепису 2011 року становило 14 осіб.
Динаміка чисельності населення поселення:

## Клімат
Середня річна температура становить 11,02 °C, середня максимальна – 25,24 °C, а середня мінімальна – -5,86 °C. Середня річна кількість опадів – 618 мм.
| Клімат поселення                              | Клімат поселення | Клімат поселення | Клімат поселення | Клімат поселення | Клімат поселення | Клімат поселення | Клімат поселення | Клімат поселення | Клімат поселення | Клімат поселення | Клімат поселення | Клімат поселення | Клімат поселення |
| Показник                                      | Січ.             | Лют.             | Бер.             | Квіт.            | Трав.            | Черв.            | Лип.             | Серп.            | Вер.             | Жовт.            | Лист.            | Груд.            |                  |
| Середній максимум, °C                         | 5,80             | 7,73             | 12,31            | 17,04            | 22,38            | 25,24            | 25,23            | 24,80            | 20,57            | 15,11            | 9,10             | 5,24             |                  |
| Середня температура, °C                       | 0,00             | 1,90             | 6,50             | 11,20            | 16,54            | 19,41            | 21,34            | 20,92            | 16,66            | 11,24            | 5,21             | 1,36             |                  |
| Середній мінімум, °C                          | −5,86            | −3,9             | 0,68             | 5,41             | 10,72            | 13,59            | 17,46            | 17,03            | 12,76            | 7,34             | 1,33             | −2,54            |                  |
| Норма опадів, мм                              | 38               | 34               | 37               | 50               | 57               | 77               | 63               | 58               | 49               | 51               | 57               | 47               |                  |
| Середньомісячна швидкість вітру, м/с          | 2.50             | 2.70             | 3.00             | 2.90             | 2.60             | 2.36             | 2.30             | 2.10             | 2.10             | 2.30             | 2.40             | 2.50             |                  |
| Середньомісячна сонячна радіація, кДж/м²·день | 4197             | 6943             | 10930            | 15514            | 19532            | 21810            | 22139            | 20177            | 14965            | 9441             | 4768             | 3483             |                  |
| --------------------------------------------- | ---------------- | ---------------- | ---------------- | ---------------- | ---------------- | ---------------- | ---------------- | ---------------- | ---------------- | ---------------- | ---------------- | ---------------- | ---------------- |
| Джерело:                                      |                  |                  |                  |                  |                  |                  |                  |                  |                  |                  |                  |                  |                  |